# Discografia de Led Zeppelin
Este anexo é a discografia da banda britânica de rock Led Zeppelin.
Ao longo de sua carreira que durou doze anos, o Led Zeppelin lançou oito álbuns de estúdio, quatro álbuns ao vivo e nove compilações e remasterizações. O Led Zeppelin lançou poucos compactos simples (singles), apesar de que alguns de seus maiores sucessos comerciais não foram lançados separadamente.

## Álbuns

### Álbuns de estúdio
| Ano                                                  | Detalhes do álbum                                                      | Posição nas Tabelas de Vendas | Posição nas Tabelas de Vendas | Posição nas Tabelas de Vendas | Posição nas Tabelas de Vendas | Posição nas Tabelas de Vendas | Posição nas Tabelas de Vendas | Posição nas Tabelas de Vendas | Posição nas Tabelas de Vendas | Posição nas Tabelas de Vendas | Posição nas Tabelas de Vendas | Posição nas Tabelas de Vendas | Posição nas Tabelas de Vendas | Posição nas Tabelas de Vendas | Posição nas Tabelas de Vendas | Posição nas Tabelas de Vendas | Posição nas Tabelas de Vendas | Certificações (limiares de vendas)) |
| Ano                                                  | Detalhes do álbum                                                      | RU                            | NZ                            | AUS                           | AUT                           | CAN                           | FRA                           | ALE                           | HOL                           | ESP                           | NOR                           | SUE                           | POR                           | FIN                           | DIN                           | ITA                           | EUA                           | Certificações (limiares de vendas)) |
| ---------------------------------------------------- | ---------------------------------------------------------------------- | ----------------------------- | ----------------------------- | ----------------------------- | ----------------------------- | ----------------------------- | ----------------------------- | ----------------------------- | ----------------------------- | ----------------------------- | ----------------------------- | ----------------------------- | ----------------------------- | ----------------------------- | ----------------------------- | ----------------------------- | ----------------------------- | ----------------------------------- |
| 1969                                                 | Led Zeppelin - Lançado: 12 de Janeiro - Gravadora: Atlantic            | 6                             | 9                             | 5                             | —                             | 11                            | 19                            | 32                            | —                             | —                             | 16                            | 11                            | 9                             | 3                             | 9                             | 20                            | 10                            | - SUI: Ouro                         |
| 1969                                                 | Led Zeppelin II - Lançado: 22 de Outubro - Gravadora: Atlantic         | 1                             | 1                             | 6                             | 1                             | 1                             | 3                             | 1                             | 1                             | 1                             | 2                             | 13                            | 15                            | 6                             | 10                            | 15                            | 1                             | - AUT: Ouro                         |
| 1970                                                 | Led Zeppelin III - Lançado: 5 de Outubro - Gravadora: Atlantic         | 1                             | 1                             | 7                             | 1                             | 1                             | 4                             | 3                             | 3                             | 6                             | 3                             | 14                            | 16                            | 7                             | 11                            | 21                            | 1                             | - SUI: Ouro                         |
| 1971                                                 | Led Zeppelin IV () - Lançado: 8 de Novembro - Gravadora: Atlantic      | 1                             | 2                             | 7                             | 12                            | 1                             | 2                             | 5                             | 1                             | 8                             | 3                             | 8                             | 9                             | 9                             | 21                            | 13                            | 2                             | - BRA: Ouro                         |
| 1973                                                 | Houses of the Holy - Lançado: 28 de Março - Gravadora: Atlantic        | 1                             | 1                             | 9                             | 3                             | 1                             | 3                             | 8                             | 4                             | 9                             | 4                             | 15                            | 12                            | 11                            | 24                            | 17                            | 1                             | - ALE: Ouro                         |
| 1975                                                 | Physical Graffiti - Lançado: 24 de Fevereiro - Gravadora: Swan Song    | 1                             | 1                             | 3                             | 1                             | 1                             | 2                             | 4                             | 10                            | 2                             | 4                             | 7                             | 5                             | 6                             | 31                            | 20                            | 1                             | - AUS: 3× Platina                   |
| 1976                                                 | Presence - Lançado: 31 de Março - Gravadora: Swan Song                 | 1                             | 4                             | 8                             | 16                            | 16                            | 5                             | 6                             | 7                             | 7                             | 4                             | 5                             | 16                            | 12                            | —                             | 24                            | 1                             | - RU: Platina                       |
| 1979                                                 | In Through the Out Door - Lançado: 15 de Agosto - Gravadora: Swan Song | 1                             | 3                             | 1                             | 15                            | 1                             | 7                             | 9                             | 12                            | 1                             | 14                            | 9                             | 25                            | 10                            | —                             | 26                            | 1                             | - AUS: 2× Platina                   |
| 1982                                                 | Coda - Lançado: 19 de Novembro - Gravadora: Swan Song                  | 4                             | 9                             | 7                             | 17                            | 3                             | 17                            | 5                             | 9                             | 7                             | 18                            | 7                             | 21                            | 9                             | —                             | 28                            | 6                             | - RU: Prata                         |
| "—" mostra que seu lançamento não chegou às paradas. |                                                                        |                               |                               |                               |                               |                               |                               |                               |                               |                               |                               |                               |                               |                               |                               |                               |                               |                                     |

### Álbuns ao vivo
| Ano                                                  | Detalhes do álbum                                                          | Posição nas Tabelas de Vendas | Posição nas Tabelas de Vendas | Posição nas Tabelas de Vendas | Posição nas Tabelas de Vendas | Posição nas Tabelas de Vendas | Posição nas Tabelas de Vendas | Posição nas Tabelas de Vendas | Posição nas Tabelas de Vendas | Posição nas Tabelas de Vendas | Posição nas Tabelas de Vendas | Posição nas Tabelas de Vendas | Certificações  |
| Ano                                                  | Detalhes do álbum                                                          | UK                            | AUS                           | AUT                           | CAN                           | FRA                           | ALE                           | HOL                           | NZ                            | NOR                           | SUE                           | EUA                           | Certificações  |
| ---------------------------------------------------- | -------------------------------------------------------------------------- | ----------------------------- | ----------------------------- | ----------------------------- | ----------------------------- | ----------------------------- | ----------------------------- | ----------------------------- | ----------------------------- | ----------------------------- | ----------------------------- | ----------------------------- | -------------- |
| 1976                                                 | The Song Remains the Same - Lançado: 28 de Setembro - Gravadora: Swan Song | 1                             | 8                             | —                             | 8                             | —                             | 6                             | —                             | 6                             | 21                            | 29                            | 2                             | - ALE: Ouro    |
| 1997                                                 | BBC Sessions - Lançado: 11 de Novembro - Gravadora: Atlantic               | 23                            | 60                            | —                             | 30                            | 38                            | —                             | —                             | 26                            | 36                            | 50                            | 12                            | - RU: Prata    |
| 2003                                                 | How the West Was Won - Lançado: 27 de Maio - Gravadora: Atlantic           | 5                             | 10                            | 17                            | 1                             | 11                            | 15                            | 47                            | 13                            | 10                            | 16                            | 1                             | - BRA: Ouro    |
| 2012                                                 | Celebration Day - Lançado: 19 de novembro - Gravadora: Atlantic            | 4                             | 3                             | 3                             | 4                             | 9                             | 1                             | 2                             | 1                             | 2                             | 2                             | 9                             | - BRA: Platina |
| "—" mostra que seu lançamento não chegou às paradas. |                                                                            |                               |                               |                               |                               |                               |                               |                               |                               |                               |                               |                               |                |

### Compilações e box sets
| Ano                                                             | Detalhes do álbum                                                                                  | Posição nas Tabelas de Vendas | Posição nas Tabelas de Vendas | Posição nas Tabelas de Vendas | Posição nas Tabelas de Vendas | Posição nas Tabelas de Vendas | Posição nas Tabelas de Vendas | Posição nas Tabelas de Vendas | Posição nas Tabelas de Vendas | Posição nas Tabelas de Vendas | Posição nas Tabelas de Vendas | Posição nas Tabelas de Vendas | Posição nas Tabelas de Vendas | Posição nas Tabelas de Vendas | Certificações |
| Ano                                                             | Detalhes do álbum                                                                                  | UK                            | AUS                           | AUS                           | CAN                           | ALE                           | FRA                           | JAP                           | HOL                           | NZ                            | NOR                           | ESP                           | SUE                           | EUA                           | Certificações |
| --------------------------------------------------------------- | -------------------------------------------------------------------------------------------------- | ----------------------------- | ----------------------------- | ----------------------------- | ----------------------------- | ----------------------------- | ----------------------------- | ----------------------------- | ----------------------------- | ----------------------------- | ----------------------------- | ----------------------------- | ----------------------------- | ----------------------------- | --- |
| 1990                                                            | Led Zeppelin Boxed Set - Lançado: 7 de Setembro, 1990 - Gravadora: Atlantic                        | 48                            | 46                            | —                             | —                             | 16                            | —                             | 17                            | —                             | —                             | —                             | —                             | —                             | 18                            | - EUA: Diamante - CAN: Ouro |
| 1990                                                            | Led Zeppelin Remasters - Lançado: 15 de Outubro, 1990 - Gravadora: Atlantic                        | 10                            | 1                             | 19                            | 46                            | —                             | 13                            | 32                            | 34                            | 3                             | 8                             | 21                            | 24                            | 47                            | - EUA: 2× Platina - RU: 2× Platina - ALE: Platina - AUS: 10× Platina - SUI: Ouro - AUT: Ouro - FIN: Ouro - BRA: Ouro            |
| 1993                                                            | Led Zeppelin Boxed Set 2 - Lançado: 21 de Setembro, 1993 - Gravadora: Atlantic                     | 56                            | —                             | —                             | —                             | 67                            | —                             | 45                            | —                             | 48                            | —                             | —                             | —                             | 87                            | - EUA: Ouro |
| 1993                                                            | The Complete Studio Recordings - Lançado: 24 de Setembro, 1993 - Gravadora: Atlantic               | —                             | —                             | —                             | —                             | —                             | —                             | —                             | —                             | —                             | —                             | —                             | —                             | —                             | - EUA: 2× Platina - FRA: Platina                                                                                                |
| 1999                                                            | Early Days: Best of Led Zeppelin Volume One - Lançado: 24 de Fevereiro, 1999 - Gravadora: Atlantic | 55                            | —                             | 23                            | —                             | —                             | 79                            | 97                            | —                             | —                             | —                             | 4                             | 84                            | 71                            | - EUA: Platina - RU: Prata - CAN: Ouro                                                                                          |
| 2000                                                            | Latter Days: Best of Led Zeppelin Volume Two - Lançado: 21 de Março, 2000 - Gravadora: Atlantic    | 40                            | —                             | —                             | —                             | —                             | 71                            | —                             | —                             | —                             | —                             | —                             | —                             | 81                            | |
| 2002                                                            | Early Days and Latter Days - Lançado: 19 de Novembro, 2002 - Gravadora: Atlantic                   | 11                            | —                             | —                             | —                             | —                             | 96                            | 62                            | —                             | 17                            | —                             | —                             | —                             | 114                           | - EUA: Platina - RU: Platina |
| 2007                                                            | Mothership - Lançado: 12 de Novembro 2007 - Gravadora: Atlantic/Rhino                              | 4                             | 8                             | 4                             | 15                            | 7                             | 4                             | 7                             | 15                            | 1                             | 1                             | 17                            | 5                             | 7                             | - EUA: 2× Platina - RU: Platina - FRA: Ouro - ALE: Platina - CAN: 3× Platina - AUS: Platina - SUI: Ouro - AUT: Ouro - FIN: Ouro |
| 2008                                                            | Definitive Collection - Lançado: 4 de Novembro, 2008 - Gravadora: Atlantic/Rhino                   | —                             | —                             | —                             | —                             | —                             | —                             | 23                            | —                             | —                             | —                             | —                             | —                             | —                             | |
| "—" mostra que seu lançamento não houve certificação de vendas. | |                               |                               |                               |                               |                               |                               |                               |                               |                               |                               |                               |                               |                               | |

## Singles
| 1969 | "Good Times Bad Times"                         | "Communication Breakdown"                    | —   | —  | 64 | 80 | —  | —  | —  | —  | —  | 17 | Led Zeppelin                   |
| 1969 | "Whole Lotta Love"                             | "Living Loving Maid (She's Just A Woman)"    | —   | 1  | 4  | 4  | —  | —  | 1  | 3  | 5  | 5  | Led Zeppelin II                |
| 1970 | "Immigrant Song"                               | "Hey, Hey, Whay Can I Do"                    | —   | —  | —  | 65 | —  | —  | —  | —  | —  | —  | Led Zeppelin II                |
| 1970 | "Immigrant Song"                               | "Hey, Hey, Whay Can I Do"                    | —   | 16 | 4  | 16 | —  | —  | 6  | 13 | 4  | 9  | Led Zeppelin III               |
| 1971 | "Black Dog"                                    | "Misty Mountain Hop"                         | —   | 9  | 11 | 15 | —  | —  | 22 | —  | 6  | 20 | Led Zeppelin IV                |
| 1972 | "Rock and Roll"                                | "Four Sticks"                                | —   | 51 | 38 | 47 | —  | —  | 13 | —  | —  | —  | Led Zeppelin IV                |
| 1973 | "Over the Hills and Far Away"                  | "Dacing Days"                                | —   | —  | 63 | 51 | —  | —  | —  | —  | —  | —  | Houses of the Holy             |
| 1973 | "D'yer Mak'er"                                 | "The Crunge'                                 | —   | —  | 24 | 20 | —  | —  | —  | —  | —  | —  | Houses of the Holy             |
| 1973 | "The Ocean"                                    | "Over The Hills And Far Away" "Dancing Days" | —   | —  | —  | —  | —  | —  | 8  | —  | —  | —  | Houses of the Holy             |
| 1975 | "Trampled Under Foot"                          | "Black Country Woman"                        | —   | 60 | 41 | 38 | —  | —  | —  | —  | —  | —  | Physical Graffiti              |
| 1976 | "Candy Store Rock"                             | "Royal Orleans"                              | —   | —  | —  | —  | —  | —  | —  | —  | —  | —  | Presence                       |
| 1979 | "Fool in the Rain"                             | "Hot Dog"                                    | —   | —  | 12 | 21 | —  | —  | —  | —  | —  | —  | In Through the Out Door        |
| 1982 | "Darlene"^                                     |                                              | —   | —  | —  | —  | 4  | —  | —  | —  | —  | —  | Coda                           |
| 1982 | "Ozone Baby"^                                  |                                              | —   | —  | —  | —  | 14 | —  | —  | —  | —  | —  | Coda                           |
| 1982 | "Poor Tom"^                                    |                                              | —   | —  | —  | —  | 18 | —  | —  | —  | —  | —  | Coda                           |
| 1990 | "Travelling Riverside Blues"                   |                                              | —   | —  | 57 | —  | 7  | —  | —  | —  | —  | —  | Led Zeppelin (box set)         |
| 1993 | "Baby Come On Home"                            |                                              | —   | —  | 66 | —  | 4  | —  | —  | —  | —  | —  | Boxed Set 2                    |
| 1997 | "Whole Lotta Love" (UK re-release)             |                                              | 21  | —  | —  | —  | —  | —  | —  | —  | —  | —  | Led Zeppelin II                |
| 1997 | "The Girl I Love She Got Long Black Wavy Hair" |                                              | —   | —  | 49 | —  | 4  | —  | —  | —  | —  | —  | BBC Sessions                   |
| 2007 | "Whole Lotta Love" ↑                           |                                              | 64  | —  | 49 | —  | —  | —  | —  | —  | —  | —  | Mothership                     |
| 2007 | "Immigrant Song" ↑                             |                                              | 109 | —  | 54 | —  | —  | 71 | —  | —  | —  | —  | Mothership                     |
| 2007 | "Black Dog" ↑                                  |                                              | 119 | —  | 59 | —  | —  | 66 | —  | —  | —  | —  | Mothership                     |
| 2007 | "Stairway to Heaven" ↑                         |                                              | 37  | —  | 17 | —  | —  | 30 | 15 | —  | 17 | —  | Mothership                     |
| 2007 | "Kashmir" ↑                                    |                                              | 80  | —  | 33 | —  | —  | 42 | —  | —  | 64 | —  | Mothership                     |
| 2007 | "Ramble On"                                    |                                              | —   | —  | 66 | —  | —  | —  | —  | —  | —  | —  | Mothership                     |
| 2007 | "Fool in the Rain"                             |                                              | —   | —  | 69 | —  | —  | —  | —  | —  | —  | —  | Mothership                     |
| 2018 | "Rock And Roll (Sunset Sound Mix)              | "Friends (Olympic Studio Mix)                |     |    |    |    |    |    |    |    |    |    | Lançamento do Record Store Day |
| "—" denotes álbuns that were released but did not chart, álbuns not released in a particular territory, or chart information is not available. |                                                |                                              |     |    |    |    |    |    |    |    |    |    |                                |

^ Nenhum single promocional ou comercial foi realmente emitido. O gráfico representa o número de rádios faixas do álbum.
↑  Devido às novas regulamentações paradas do Reino Unido , com vendas download incluído no site oficial UK Singles Chart, Estas cinco clássicos Led Zeppelin faixas cartas na parada de singles listados 2007/11/24 ( 46 semanas ), sem qualquer re -lançamento , devido à promoção para o Mothership, álbum de compilação.

### CDs Promo
- "Travelling Riverside Blues" (Outubro, 1990)
- "Over the Hills and Far Away" (Agosto, 1991)
- "Stairway to Heaven" (Novembro, 1991)
- "Baby Come On Home" (Setembro, 1993)
- "The Girl I Love She Got Long Black Wavy Hair" / Whole Lotta Led: Historical Medley (8 faixas medleying cada faixa do álbum single lançado pelo Led Zeppelin) (Agosto, 1997)
- "Communication Breakdown" (versão BBC Sessions) (Outubro, 1997)
- "Black Dog" (ao vivo) / "Immigrant Song" (ao vivo) / "Over the Hills and Far Away" (ao vivo) / "The Ocean" (ao vivo) / "Heartbreaker" (ao vivo) (Abril 2003)

## Vídeos
| Ano  | Detalhes | Certificações                                                                                |
| ---- | --- | -------------------------------------------------------------------------------------------- |
| 1976 | The Song Remains the Same - Data de lançamento: 20 de Outubro - Gravadora: Warner Bros. - Formatos: VHS; relançado em DVD e Blu-ray em 2008. | - UK: 6× Platina                                                                             |
| 2003 | Led Zeppelin - Data de lançamento: 26 de Maio - Gravadora: Atlantic - Formato: DVD                                                           | - AUS: 5× Platina - UK: 5× Platina - JAP: Ouro - EUA: Diamante (13x Platina) - BRA: Diamante |
| 2007 | Mothership - Data de lançamento: 12 de novembro - Gravadora: Atlantic - Formato: DVD                                                         | - ALE: 2× Platina                                                                            |
| 2012 | Celebration Day - Data de lançamento: 19 de Novembro - Gravadora: Atlantic - Formatos: CD, DVD, Blu-ray, LP                                  | - RU: Ouro - AUS: Ouro - ALE: 3× Platina - POL: Diamante - BRA: Platina                      |

## Outras gravações
- Antes da gravação de Led Zeppelin, todos os quatro membros participaram nas sessões de P.J. Proby do álbum de 1969 Three Week Hero. A única faixa em que todos os quatro membros aparecem nesta versão é "Jim's Blues." A banda também tocou na canção "Merry Hopkins Never Had Days Like These", o b-side de "The Day That Lorraine Came Down", em Outubro de 1968.
- A entrevista do disco Profiled foi lançado em 21 de setembro de 1990 e também vem com o Led Zeppelin Remasters.